# Egidio (generale romano)
Egìdio (latino: Aegidius; probabilmente Lione, prima metà del V secolo – Soissons, 465) è stato un generale e politico romano che ricoprì l'incarico di magister militum per Gallias dell'imperatore romano Maggioriano.
Nella crisi che colpì l'impero romano d'Occidente dopo la metà del V secolo Egidio si ritagliò un territorio indipendente nella Gallia settentrionale, che difese con successo da Visigoti e Burgundi.

## Biografia

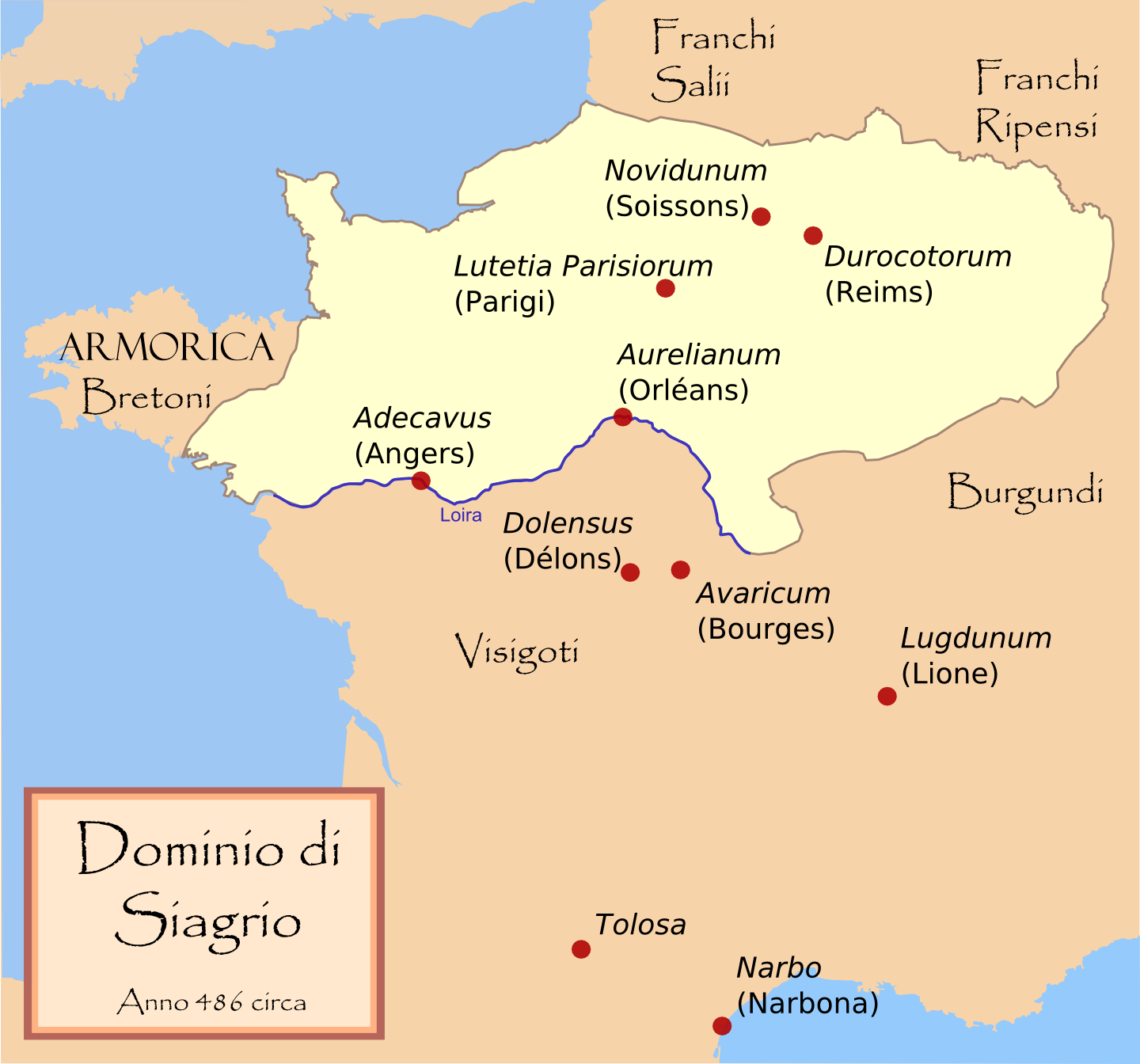
Area controllata da Siagrio, figlio e successore di Egidio.

Nativo della Gallia, Egidio era probabilmente imparentato con la famiglia dei Syagrii, degli aristocratici originari di Lione, e quindi con il console del 382 Afranio Siagrio. Di nobile origine lui stesso, servì sotto Flavio Ezio assieme al futuro imperatore Maggioriano. Faceva parte della fazione di Maggioriano e del generale di origini germaniche Ricimero quando questi ultimi presero il potere con un colpo di Stato contro l'imperatore Avito, o si alleò loro subito dopo: venne infatti nominato magister militum per Gallias a breve distanza dall'ascesa al trono di Maggioriano.
Probabilmente fu Egidio il magister militum che accompagnò Maggioriano dall'Italia alla Gallia sulla via per la Spagna, in mano ai Vandali, cui Maggioriano voleva strapparla, e che riconquistò la città di Lione ai Burgundi. Maggioriano organizzò una campagna in Gallia, guidata da Egidio e da Nepoziano, magister utriusque militiae. La campagna fu vittoriosa, e Maggioriano firmò una pace con il re Teodorico II.
Quando, nel 461, Maggioriano fu catturato e ucciso per ordine di Ricimero, Egidio e il comes Marcellino si rifiutarono di riconoscere il nuovo imperatore Libio Severo, un fantoccio di Ricimero; quest'ultimo reagì nominando un nuovo magister militum per Gallias, il suo sostenitore Agrippino. Agrippino era stato accusato da Egidio, durante il regno di Maggioriano, di tradimento: trovato colpevole e condannato a morte, venne risparmiato, probabilmente per l'intervento di Ricimero, che lo usò poi contro Egidio. Agrippino si rivolse ai Visigoti e con il loro aiuto combatté contro Egidio e i suoi alleati Franchi, condotti dal re Childerico I: per ottenerne il sostegno nel 462 Agrippino diede ai Visigoti l'accesso al Mar Mediterraneo, assegnando loro la città di Narbona, separando di fatto Egidio dal resto dell'impero.
Egidio si trovò a governare uno stato romano autonomo nella regione attorno a Soissons: la sua indipendenza era accentuata dal fatto che non riconosceva altra autorità che quella, lontana, dell'impero romano d'Oriente. Dopo Agrippino Ricimero nominò magister militum per Gallias il re burgundo Gundioco, marito di sua sorella (463). Mettendo Burgundi e Visigoti contro Egidio, Ricimero e Severo speravano di ottenere il controllo sull'ancora potente esercito della Gallia, ma Egidio continuò a costituire una spina nel fianco di Ricimero, giungendo a sconfiggere i Visigoti in una battaglia campale di una certa importanza a Orléans, nel 463, in cui uccise anche Federico, il fratello del re Teodorico II.
Dopo questa vittoria Egidio non portò attacchi contro i Visigoti; è però noto che nel 465 inviò una ambasciata ai Vandali forse per cercare il loro aiuto contro le popolazioni barbariche di stanza in Gallia. Quello stesso anno, però, Egidio morì, forse avvelenato: a succedergli fu prima il comes Paolo e poi il proprio figlio Siagrio.

### Fonti primarie
- Gregorio di Tours, Historiae

### Fonti secondarie
- Drinkwater, John, e Hugh Elton, Fifth-Century Gaul: A Crisis of Identity?, Cambridge University Press, ISBN 0-521-52933-6, pp.172-174.
- MacGeorge, Penny, Late Roman Warlords, Oxford University Press, 2002, ISBN 0-19-925244-0.
- O'Flynn, John Michael, Generalissimos of the Western Roman Empire, University of Alberta, 1983, ISBN 0-88864-031-5, pp.110-111, 124-125; ed. it. I generalissimi dell'Impero romano d'Occidente, Ar, Padova, 2020, pp.146-147, 163-164.